# Sebastian Szczepański
Sebastian Szczepański (Polonia), 30 de agosto de 1995) es un nadador polaco que compite en natación, especialista en el estilo libre
Consiguió dos medallas de bronce en las pruebas de 50 y 100 metros libre en el Campeonato Europeo de Natación en piscina corta de 2015 .

### Suspensión por dopaje
El 19 de diciembre de 2015 dio positivo en un control antidopaje durante los Campeonatos Nacionales de Polonia que se celebraban en Lublin. Este fue su segundo caso de dopaje, por lo que inicialmente se le sancionó con cuatro años de inhabilitación, pero finalmente se elevó esta pena a ocho años. Esta era la segunda vez que Sebastian daba positivo, siendo la primera vez cuando militaba en categoría junior.

## Palmarés internacional
| Campeonato Europeo de Natación en Piscina Corta | Campeonato Europeo de Natación en Piscina Corta | Campeonato Europeo de Natación en Piscina Corta | Campeonato Europeo de Natación en Piscina Corta |
| Año                                             | Lugar                                           | Medalla                                         | Prueba                                          |
| ----------------------------------------------- | ----------------------------------------------- | ----------------------------------------------- | ----------------------------------------------- |
| 2015                                            | Netanya ( Israel)                               | Medalla de bronce                               | 50 m libre                                      |
| 2015                                            | Netanya ( Israel)                               | Medalla de bronce                               | 100 m libre                                     |